# ベッド・イン

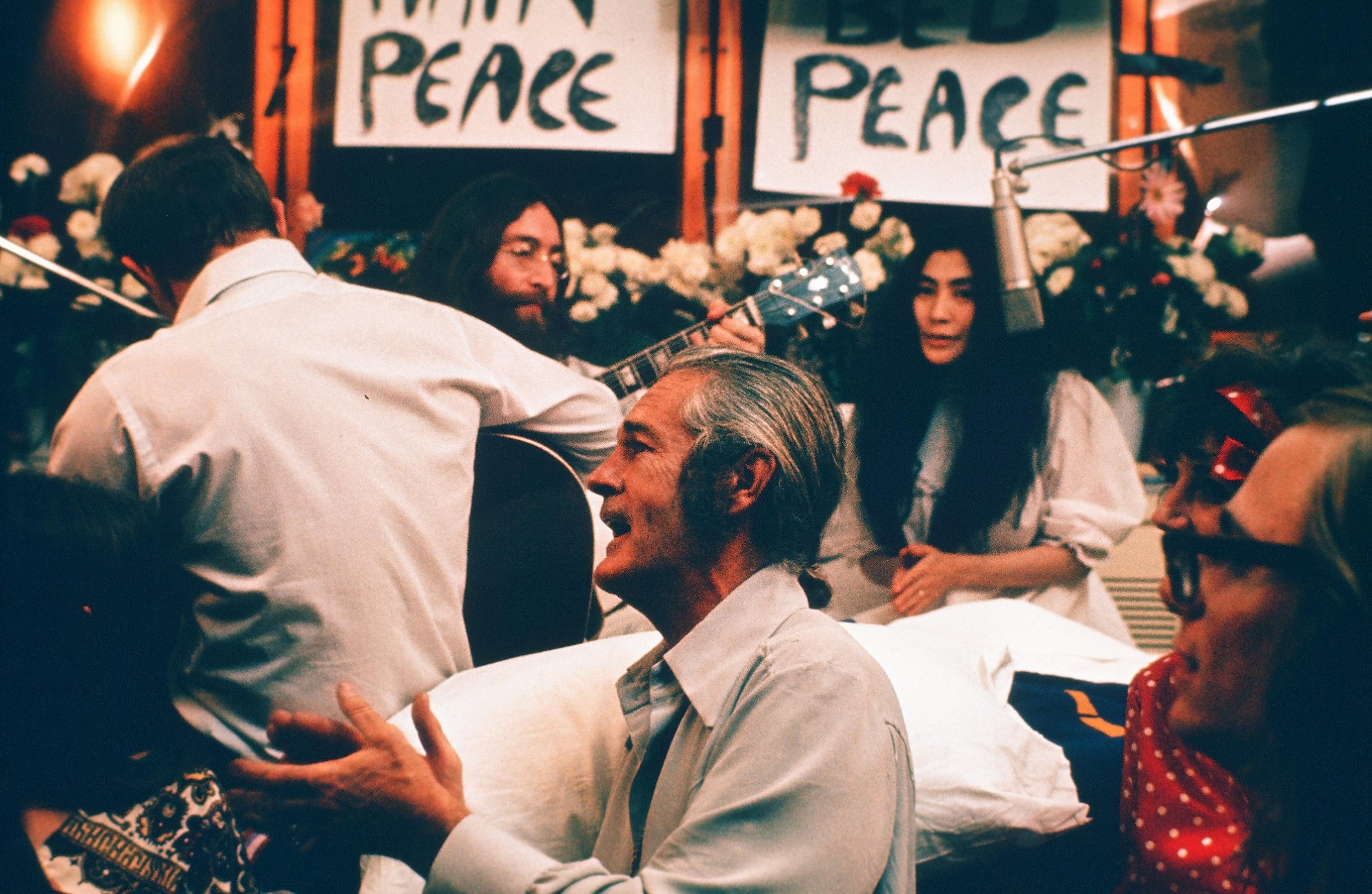
第2回ベッド・イン（1969年6月1日、モントリオール）。「平和を我等に」のレコーディング風景。（奥左）ジョン・レノン、（奥右）オノ・ヨーコ、（中央）ティモシー・リアリー。

ベッド・イン（Bed In）は、1969年3月と6月にジョン・レノンとオノ・ヨーコが行なった、平和活動「ラヴ&ピース」の代表的イベントのパフォーマンスである。

## 概要
ベトナム戦争が激しさを増していった1960年代末、レノンは平和活動を語ったパフォーマンスや前衛的作品に深く傾倒して、ヨーコと共に平和活動「ラヴ&ピース」を行なっていた。1969年3月20日に結婚した2人は、ハネムーンがマスコミに大々的に取り上げられるならば、この機会を平和を宣伝するために利用しようと考えた。
2人はホテルの一室に記者達を招き入れ、自分達はベッドに座って記者達と平和について語り合った。

### 第1回（アムステルダム）
1969年3月26日〜31日アムステルダム・ヒルトン・ホテル702号室
毎日午前9時から午後9時まで、世界中からの報道陣を招き入れてインタビューに答えた。その模様は、同年11月に発表された『ウェディング・アルバム』に「アムステルダム1969 (アムステルダムにて、ジョンとヨーコ平和と愛を語る)」として収録された。

### 第2回（モントリオール）
1969年5月26日〜6月1日クイーン・エリザベス・ホテル1738・1742号室
当初ニューヨークを予定していたが、レノンがイギリスで大麻所持によって逮捕されてアメリカへの入国許可が下りなかったので、モントリオールに変更された。
6月1日には様々な有名人を部屋に招いて、「平和を我等に」のレコーディングを行なった。

## その他
第1回が終了して7日後、ウィーンでバギズム（Bagism）と呼ばれる記者会見を行なった。また世界各国の首脳に平和の象徴としてドングリを郵送した。この一連の行動は「ジョンとヨーコのバラード」の歌詞の題材となっている。
同年12月には、新聞各紙や街頭の看板広告に、"War Is Over! (If You Want it)"（戦争は終わる！もしあなた（たち）がそれを望めば）というメッセージを掲載した。